# Арти (Долина Оазе)
Арти (фр. Arthies) је насељено место у Француској у региону Париски регион, у департману Долина Оазе.
По подацима из 2011. године у општини је живело 304 становника, а густина насељености је износила 41,08 становника/km².

## Демографија
| 1962. | 1968. | 1975. | 1982. | 1990. | 2011. |
| ----- | ----- | ----- | ----- | ----- | ----- |
| 195   | 171   | 190   | 185   | 194   | 304   |